# George Kubler
George Alexander Kubler (Hollywood, 26 de julho de 1912 — Hamden, CT, 3 de outubro de 1996) foi um historiador de arte norte-americano e um dos mais importantes estudiosos da arte pré-colombiana e ibero-americana.
Kubler nasceu em Hollywood, California, mas a sua educação foi sobretudo realizada na Europa. Fez o ensino secundário em Hudson, Ohio. Formou-se depois na Universidade de Yale: BA em 1934; MA em 1936; Doutoramento em 1940 (orientação de Henri Focillon). A partir de 1938, Kubler foi professor na Universidade de Yale (Robert Lehman Professor, 1964-1975; Sterling Professor of the History of Art, 1975-1983).
A sua obra teórica mais importante, The Shape of Time: Remarks on the History of Things, influenciou artistas e historiadores de arte como Esther Pasztory, Robert Smithson, Donald Judd, Ad Reinhardt ou Robert Morris. Teve ainda um importante papel na definição de um estilo arquitetónico português dos séculos XVI e XVII, o Estilo Chão, marcado pela austeridade das formas.